# Kroksjön (Älvsåkers socken, Halland)
Kroksjön är en sjö i Kungsbacka kommun i Halland och ingår i Kungsbackaåns huvudavrinningsområde. Sjön är 11,8 meter djup, har en yta på 0,106 kvadratkilometer och är belägen 95,3 meter över havet. Sjön avvattnas av vattendraget Getabäcken. Vid provfiske har abborre fångats i sjön.

## Delavrinningsområde
Kroksjön ingår i det delavrinningsområde (638734-128722) som SMHI kallar för Mynnar i Lillån. Medelhöjden är 115 meter över havet och ytan är 7,05 kvadratkilometer. Det finns inga avrinningsområden uppströms utan avrinningsområdet är högsta punkten. Getabäcken som avvattnar avrinningsområdet har biflödesordning 3, vilket innebär att vattnet flödar genom totalt 3 vattendrag innan det når havet efter 18 kilometer. Avrinningsområdet består mestadels av skog (82 procent). Avrinningsområdet har 0,11 kvadratkilometer vattenytor vilket ger det en sjöprocent på 1,5 procent.